# Palau Marcello
El Palau Marcello  és un edifici històric italià, situat en el sestiere de Cannaregio a Venècia, enfront del Gran Canal de Venècia entre el Ca' Vendramin Calergi i el Palau Erizzo.

## Història
A mitjan segle xv  la construcció pertanyia a la família Molin de la Magdalena i constava d'una sola altura, a part de la planta arran de terra i de l'entresol. La propietat va passar l'any 1517 a la família Marcello per via del matrimoni entre Marco Antonio Marcello i Caterina Molin di Nadalin.Durant els últims anys del segle xvii es va restaurar l'edifici ressaltant la seva arquitectura original renaixentista. En aquesta casa va néixer l'any 1603 el capità de l'armada veneciana Lorenzo Marcello. També va néixer en aquest edifici el compositor Benedetto Marcello, l'any 1686. El 25 d'octubre de 1913, durant la seva estada en el palau va morir d'un infart l'escriptor britànic Frederick William Rolfe.

## Descripció
En la planta noble el palau posseeix dos grans polífores de cinc obertures formades per finestres decorades amb arcs de mig punt. L'estructura de l'edifici presenta la típica divisió en tres parts.La presència de dos portals a nivell del canal permeten hipotetitzar l'ús independent de l'habitatge per dues famílies.